# Stichoplastoris
Genre
Stichoplastoris est un genre d'araignées mygalomorphes de la famille des Theraphosidae.

## Distribution
Les espèces de ce genre se rencontrent en Amérique centrale.

## Liste des espèces
Selon World Spider Catalog (version 20.5, 19/08/2019) :
- Stichoplastoris angustatus (Kraus, 1955)
- Stichoplastoris asterix (Valerio, 1980)
- Stichoplastoris denticulatus (Valerio, 1980)
- Stichoplastoris elusinus (Valerio, 1980)
- Stichoplastoris longistylus (Kraus, 1955)
- Stichoplastoris obelix (Valerio, 1980)
- Stichoplastoris schusterae (Kraus, 1955)
- Stichoplastoris stylipus (Valerio, 1982)

## Publication originale
- Rudloff, 1997 : Revision der Gattung Holothele Karsch, 1879 nebst Aufstellung einer neuen Gattung Stichoplastoris gen. nov. (Araneae, Theraphosidae) und Wiedereinsetzung einiger weiterer Gattungen der Mygalomorphae. Arachnologisches Magazin, vol. 5, no 2, p. 1-19.